# Sloanea dasycarpa
Sloanea dasycarpa är en tvåhjärtbladig växtart som först beskrevs av George Bentham, och fick sitt nu gällande namn av William Botting Hemsley. Sloanea dasycarpa ingår i släktet Sloanea och familjen Elaeocarpaceae. Inga underarter finns listade i Catalogue of Life.